# Mattia Butturini
Mattia Giovanni Paolo Butturini (Salò, 26 maggio 1752 – 15 agosto 1817) è stato un letterato, latinista e grecista italiano. Nacque da famiglia contadina oriunda francese dalla Valsabbia da Giovanni Francesco e da Teresa Ferranti di Brescia. Fu introdotto ai primi studi a Salò, durante i quali apprese perfettamente anche la lingua latina sotto gli insegnamenti di ottimi precettori fra cui il latinista don Angelo Pomella, il teologo Girolamo Amadei e il filosofo Angelo Stefani; proseguì gli studi all’Università di Padova sotto la guida di eccellenti maestri fra cui il sacerdote Clemente Sibiliato e il linguista Melchiorre Cesarotti, entrambi umanisti; qui si perfezionò nella lingua latina, apprese la greca, e ottenne il 22 maggio 1773 la laurea dottorale in utroque iure, ovvero in diritto civile ed ecclesiastico. Tornò quindi in patria a Salò dove si associò alla Accademia degli Unanimi che sempre onorò inviando componimenti in latino e greco; fu quindi inviato come Nunio presso la Repubblica Veneta dal Collegio dei Dottori a cui il Butturini si era aggregato.